# Takayus sublatifolius
Takayus sublatifolius är en spindelart som först beskrevs av Zhu 1998.  Takayus sublatifolius ingår i släktet Takayus och familjen klotspindlar. Inga underarter finns listade i Catalogue of Life.